# Nandus mercatus
Nandus mercatus är en fiskart som beskrevs av Ng 2008. Nandus mercatus ingår i släktet Nandus och familjen Nandidae. Inga underarter finns listade i Catalogue of Life.